# Genseiryu

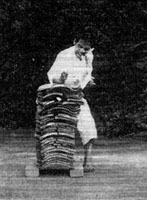
Seiken Shukumine krossar 34 takplattor med ett slag

Genseiryu (玄制流) är en karatestil med rötter i Shuri-te, en av de tre originalkaratestilarna från Okinawa. Den utvecklades av Seiken Shukumine (1925–2001), som kombinerade klassiska tekniker med egna innovationer och på så sätt tog fram det som speciellt kännetecknar Genseiryu. Shukumine hade två kända lärare, Sadoyama och Kishimoto. 

## Etymologi
Namnet Genseiryū användes första gången 1953. På japanska består namnet av tre kanji 玄制流. Det första är gen (玄) och betyder ”mystisk”, ”ockult” och ”universum” men också ”en subtil och djup sanning”. Det andra är sei (制) och översätts till ”kontroll”, ”system”, ”lag” eller ”regel” men även ”skapa en form”. Det sista är ryū (流) och betyder ”skola” eller ”stil”. Sammansättningen av gensei (玄制) kan översättas till ”att kontrollera universum”, men vissa inom stilen menar att man kan tolka det som ”att följa den djupa sanningen och göra den klar genom form”, vilket kan avse fysiskt eller själsligt.

## Historia
Genseiryu har sina rötter i en gammal Okinawa-te stil kallad Shuri-te. Matsumura ”Bushi” Sōkon (1809–1901) var en av mästarna i Shuri-te. Många av de moderna karateskolorna har på något sätt anknytning till Matsumura som tränade upp kända karatemän som Itosu Ankō, Azato och Funakoshi Gichin. Matsumura föddes i byn Yamagawa på Okinawa i en shizoku (adelsfamilj) och arbetade som livvakt hos de tre sista härskarna på Ryukyuöarna. 
En mer okänd elev eller vän till Matsumura var Bushi Takemura, som arbetade som skattindrivare. På grund av sitt yrke var han inte omtyckt av befolkningen och fick flera gånger slåss för sitt liv, men tack vare sin skicklighet i Okinawa-te höll han sig vid liv och slog sig ner på norra Okinawa senare i livet. Därefter blev han bekant med familjen Kishimoto, vars son Sokko blev Takemuras elev. Kishimoto Sokko (1866–1945) föddes i byn Yabu på Okinawa och visade stort intresse att vilja lära sig Okinawa-te och tränade med olika vapen, speciellt med Teshaku och Kon. Han bodde i närheten av Nago och var en ökänd slagkämpe i sin ungdom och fick öknamnet Nago no Agarie. Det sägs att Kishimoto hade åtta elever under sitt liv. Han dog under Slaget om Okinawa 1945. Hans sista elever kom att bli Seiken Shukumine och Seitoku Higa.
Just det shuri-te-system som Seiken Shukumine och Seitoku Higa fick lära sig av Kishimoto är lite udda men presenterades på den tiden inte under något namn som vi idag känner till. Jämfört med många andra stilar jobbar man mycket nära motståndaren. Systemet kallas idag "Kishimoto Di" och utövas av ett fåtal individer. För den som inte är insatt i Genseiryu eller Taido kan släktskapet vara svårt att se, då Shukumine redan i Genseiryu infogat mycket rörelse och estetik.

### Seiken Shukumine
Seiken Shukumine föddes 1925 och började träna koryu (klassisk) karate i sin barndom för Anko Sadoyama, för att vid 12 års ålder börja träna för Kishimoto. År 1943 anslöt han sig till Kejserliga japanska armén och utbildades till kaiten (bemannad torped), i vilket han utvecklade en speciell strategi. Hans enhet fick order 1945 att angripa, men kriget hann avslutas, innan hans uppdrag fullföljdes. Han återvände till Okinawa för att hitta sin lärare, men möttes av kaos där folk svalt, rånade och slogs. Han fick reda på att Kishimoto hade dött under slaget om Okinawa. 
Under de kommande år ägnade Shukumine sig åt att förbättra sin teknik och taktik bland annat genom att isolera sig från omvärlden på öar runt Okinawa och bergsområdet kring Mejimura. 1949 visade han upp sin nya karatestil Genseiryu. Året därpå 1950 deltog han i en uppvisning i TV där han krossade 34 tegelpannor med öppen hand (手刀) shutō (handsvärdet), gjorde Hachidan-tobi-geri (hopp med 8 sparkar) samt visade den avancerade katan Kusanku dai. Shukumine utvecklade sina tekniker och taktiker vidare, tills han 1965 presenterade en ny budoart, Taido. Han lämnade Genseiryu för att resten av sitt liv fokusera sin tid på Taido. Den 26 november 2001 dog Seiken Shukumine i hjärtstillestånd efter att ha varit sjuk en längre tid.

## Kata
Seiken Shukumine skapade sju stycken kata för Genseiryu vid sidan av de traditionella kattor han lärt sig av sina lärare och som tränas i Genseiryu. De heter följande:
- Ten-i no kata
- Chi-i no kata
- Jin-i no kata
- Sansai no kata
- Tai no kata
- Toi no kata
- Gensei no kata

Vissa av de här kata tränas i stilar som har Genseiryu som grund, men inte alla. Till exempel har Butokukai tagit bort Ten-i, Chi-i och Jin-i för att ersättas med Heian/Pinan.
Några traditionella kata som tränas i Genseiryu:
- Naifanchi (Naihanchi)
- Bassai dai
- Takemura no kushaku
- Wankan
- Ryufa

## Upplösningen 1965
Genom åren har några av Shukumines elever fortsatt med Genseiryu enligt hans bok "Shin karatedo Kyohon". Med tiden som gick hoppade några av hans elever som följt med till Taido av, och gick sina egna vägar tillbaka till karate och kom att skapa sina egna stilar med Genseiryu som grund. Några av dem är Genwakai, Ryounkai, Keneikai, Seidokai, Kembukai och Butokukai. 